# Kalliojärvi (sjö i Kajanaland, lat 63,90, long 28,48)
Kalliojärvi är en sjö i Finland. Den ligger i kommunen Sotkamo i landskapet Kajanaland, i den centrala delen av landet, 400 km norr om huvudstaden Helsingfors. Kalliojärvi ligger 159,1 meter över havet. I omgivningarna runt Kalliojärvi växer i huvudsak blandskog. Den är 21,4 meter djup. Arean är 68,4 hektar och strandlinjen är 8,98 kilometer lång. Sjön  ingår i Uleälvens huvudavrinningsområde. 